# 列特體育會
列特體育會（SV Ried）是一家位於奧地利因河地区里德的體育會，以因河地区竞技场為主場球場，現時在奧地利足球超級聯賽參賽。

## 歷史
俱樂部成立於1912年5月5日，成立之後長期參加地區聯賽，直到1991年才首次參加全國聯賽。
1995年，球隊首次參加奧地利最高級別的足球聯賽。在征戰了8個賽季後，球隊於2003年降級。
2004–05賽季，球隊奪得次級聯賽冠軍，重返奧地利足球超級聯賽。這次球隊在超級聯賽征戰了12個賽季，於2017年降級。
2019–20賽季，球隊再次奪得次級聯賽冠軍，重返超級聯賽。2023年，球隊在超級聯賽征戰3個賽季後降級。
2024–25賽季，球隊第三次奪得次級聯賽冠軍，重返超級聯賽。
列特曾於1997–98賽季、2010–11賽季兩度贏得奧地利盃冠軍。

## 荣誉
- 奥地利足球乙级联赛
  - 冠军 (3)：2004–05, 2019–20, 2024–25
- 奧地利盃
  - 冠军 (2)：1997–98, 2010–11

## 外部連結
- Official website （页面存档备份，存于）
- SV Ried at UEFA.COM （页面存档备份，存于）
- SV Ried at EUFO.DE （页面存档备份，存于）
- SV Ried at Weltfussball.de （页面存档备份，存于）
- SV Ried at Playerhistory.com （页面存档备份，存于）
- SV Ried at Transfermarkt.de
- SV Ried at Football Squads.co.uk （页面存档备份，存于）
- SV Ried at National Football teams.com （页面存档备份，存于）
- SV Ried at Football-Lineups.com （页面存档备份，存于）